# Булић
Булић је насељено мјесто у Буковици, у сјеверној Далмацији. Припада граду Бенковцу, у Задарској жупанији, Република Хрватска.

## Географија
Булић се налази око 11 км југоисточно од Бенковца.

## Историја
Булић се од распада Југославије до августа 1995. године налазио у Републици Српској Крајини.

## Култура
У селу се налази римокатоличка црква Св. Анте Пустињака из 1894. године.

## Становништво
Булић је једно од ријетких села у Буковици које је прије рата имало хрватску етничку већину. Према попису из 1991. године, насеље Булић је имало 251 становника, од чега било 23 Срба, 215 Хрвата и 2 Југословена. По попису становништва из 2001. године, Булић је имао 172 становника. Булић је према попису становништва из 2011. године имао 147 становника.
| Националност       | 1991. | 1981. | 1971. | 1961. |
| Хрвати             | 215   | 215   | 251   | 266   |
| Срби               | 23    | 46    | 38    | 66    |
| Југословени        | 2     | 9     | 17    |       |
| остали и непознато | 11    |       | 5     |       |
| Укупно             | 251   | 270   | 311   | 332   |

| Демографија | Демографија | Демографија |
| Година      | Становника  | Становника  |
| ----------- | ----------- | ----------- |
| 1961.       | 332         |             |
| 1971.       | 311         |             |
| 1981.       | 270         |             |
| 1991.       | 251         |             |
| 2001.       | 172         |             |
| 2011.       |             | 147         |

## Попис 1991.
На попису становништва 1991. године, насељено место Булић је имало 251 становника, следећег националног састава:
| Попис 1991.‍ | Попис 1991.‍ | Попис 1991.‍ | Попис 1991.‍ | Попис 1991.‍ |
| ----------- | ----------- | ----------- | ----------- | ----------- |
|             |             |             |             |             |
| Хрвати      | Хрвати      |             | 215         | 85,65%      |
| Срби        | Срби        |             | 23          | 9,16%       |
| Југословени | Југословени |             | 2           | 0,79%       |
| непознато   | непознато   |             | 11          | 4,38%       |
| укупно: 251 |             |             |             |             |

## Презимена
- Богуновић — Православци
- Вукас — Православци
- Деспот — Православци
- Кнежевић — Православци
- Корлат — Православци
- Мацат — Православци